# Wilhelm Schön (Mediziner)
Wilhelm Schön (* 29. März 1848 in Minden; † 21. April 1917 in Leipzig) war ein deutscher Augenarzt und Hochschullehrer.

## Leben
Wilhelm Gustav Adolf Schön studierte von 1866 bis 1870 Medizin in Bonn, Zürich, Prag und Berlin. 1870 an der Universität Berlin zum Doktor der Medizin promoviert, war er während des Deutsch-Französischen Krieges 1870/71 als Arzt in der 18. Division des IX. Armee-Korps eingesetzt und arbeitete dann bis 1874 unter Johann Friedrich Horners Leitung als Assistent an der Augenklinik in Zürich. 1874 habilitierte er sich als Privatdozent an der Universität Leipzig und wurde dort 1896 außerordentlicher Professor. Schön beschäftigte sich hauptsächlich mit Glaukom und Star und veröffentlichte dazu zahlreiche Schriften. Daneben war er in Leipzig als Augenarzt tätig.

## Werke
- Ueber Verkümmerung des Zwischenkiefers mit gleichzeitiger Missbildung des Gehirns. Berlin, [1870] (Dissertation)
- Die Lehre vom Gesichtsfelde und seinen Anomalien, Berlin 1874.
- Beiträge zur Dioptrik des Auges, Leipzig 1884.
- Die geschichtliche Entwicklung unserer Kenntniss der Staarkrankheit, Leipzig 1897.
- Kopfschmerzen und verwandte Symptome, Wien 1903.
- Das Schielen, München 1906.
- Die Funktionskrankheiten des Auges. Ursache und Verhütung des grauen und grünen Staares. Mit eingeheftetem Atlas von 24 Tafeln, 2 Bde., Wiesbaden 1893–95.